# إكويفريس
إكويفريس (بالفرنسية: Écoivres)‏ هي بلدية تقع في إقليم باد كاليه من منطقة نور با دو كاليه في شمال فرنسا. تبلغ مساحة هذه المدينة 2.22 (كم²)، وترتفع عن سطح البحر 142 م، يبلغ عدد سكانها 94 نسمة حسب إحصاء المعهد الوطني للإحصاء والدراسات الاقتصادية سنة 2009 م. وترأس Hervé Bridoux البلدية خلال فترة (2008-2014).